# Orquesta Sinfónica de Fulda
La Orquesta Sinfónica de Fulda (en alemán: Fuldaer Symphonisches Orchester) es una orquesta sinfónica establecida en Fulda, Alemania. 

## Historia
Fue fundada en 1999 por Karsten Aßmann, Albert Flüge, Dorothea Heller y el director musical Simon Schindler. Esta orquesta cuenta con más de 100 músicos, de los cuales la mayoría son amateurs, distribuyéndose en un espectro de edades que va desde los 16 a los 70 años.
El grupo ofrece un concierto anual, para el cual se preparan durante dos semanas. Los beneficios de la citada actuación son destinados a una obra benéfica específica señalada por el Rotary Club. Se procura que un número significativo de los músicos sean nativos de Fulda, o bien tengan relación con dicha ciudad.
Las actuaciones de la orquesta han recibido críticas muy positivas a lo largo de su historial.
La Orquesta Sinfónica de Fulda distribuye sus grabaciones en Internet por medio de Open Audio License, convirtiéndose así en un archivo libre de muchas de las obras maestras de la música sinfónica.